# 貝爾巴西夫卡

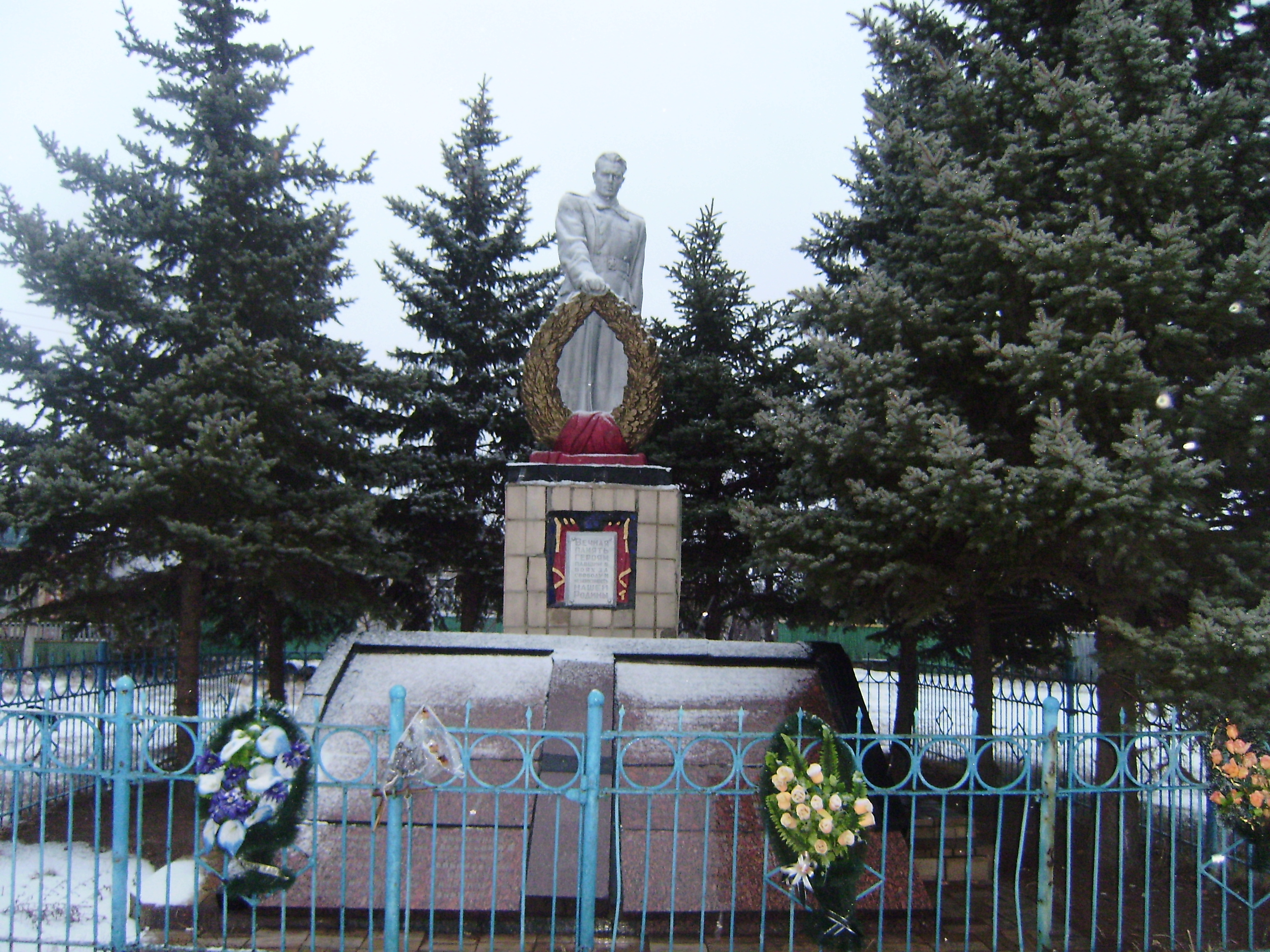
苏联烈士纪念碑

贝爾巴西夫卡（羅馬化：Bylbasivka）是烏克蘭東部頓涅茨克州克拉马托尔斯克区斯洛维扬斯克市镇内的市級鎮。分別距離斯洛維揚斯克4公里和頓涅茨克97公里，始建於1670年，海拔高度72米，2018年1月1日人口5,994。